# Chorisoneura yaguas
Chorisoneura yaguas är en kackerlacksart som beskrevs av Rehn, J. A. G. 1932. Chorisoneura yaguas ingår i släktet Chorisoneura och familjen småkackerlackor. Inga underarter finns listade i Catalogue of Life.